# Joseph Friedrich Karl von Klüx
Joseph Friedrich Karl von Klüx (* 13. August 1774 in Halle; † 11. Juli 1816 in Teplitz) war ein preußischer Generalmajor und zuletzt Brigadechef im VI. Armeekorps.

## Leben

### Herkunft
Er war Angehöriger des Oberlausitzer Adelsgeschlecht Klüx. Seine Eltern waren der Generalleutnant Wolfgang Heinrich Ernst von Klüx (1728–1805) und dessen Ehefrau Luise Ferdinande, geborene von Zehmen genannt von Braun (1738–1789). Sein Bruder war der General Franz Friedrich Karl Ernst von Klüx.

### Militärlaufbahn
Klüx kam am 1. März 1788 als Gefreitenkorporal in das Infanterieregiment „von Braunschweig“. Dort wurde er am 26. Januar 1790 Fähnrich und kam bereits am 8. Mai 1790 als Sekondeleutnant in das Infanterieregiment „von Braunschweig-Wolfenbüttel-Oels“, wo Klüx am 12. August 1799 zum Premierleutnant aufstieg. Am 16. Dezember 1800 kam er bereits als Stabskapitän und Inspektionsadjutant zur Südpreußischen Infanterie-Inspektion unter Generalleutnant von Grävenitz. Am 25. Juli 1803 wurde Klüx Kapitän und am 29. Oktober 1805 als Adjutant in die Mark versetzt. Im Vorfeld des Vierten Koalitionskrieges kam er am 22. Februar 1806 in das Gefolge des Königs. Während des Krieges nahm Klüx an der Schlacht bei Auerstedt teil. Am 22. November 1806 wurde er mit Patent vom 14. Oktober 1806 zum Major befördert und am 24. Dezember 1806 zum Brigadier der Reservebataillone in Königsberg ernannt. Am 5. Februar 1807 wurde er zum Flügeladjutanten der Infanterie ernannt, wofür er eine Gehalt von 1600 Talern erhielt.
Am 1. September 1807 erhielt Klüx den Orden Pour le Mérite und am 5. Mai 1808 den Orden des Heiligen Wladimir. Am 30. August 1808 wurde er als Kommandant in die Festung Cosel versetzt. Am 19. April 1809 wurde er dann dem Oberst Goetzen zugeteilt. Am 8. Februar 1810 bekam Klüx seine Beförderung zum Oberstleutnant mit Patent vom 15. Februar 1810. Kurz danach am 13. Februar 1810 wurde er als Brigadier mit der Führung der Oberschlesischen Infanterie betraut. Am 3. August 1811 erhielt Klüx den Roten Adlerorden III. Klasse und dazu am 11. September 1811 eine Geschenk von 1000 Talern. Am 8. August 1812 wurde er zum Oberst mit Patent vom 18. August 1812.
Im Vorfeld der Befreiungskriege kam er am 18. März 1813 als Brigadechef in das II. Armeekorps, wurde am 25. Juni 1813 zum Generalmajor befördert und erhielt ab dem 29. Juli 1813 dafür ein Gehalt von 3000 Talern. In den Befreiungskriegen erhielt Klüx für Großgörschen das Eiserne Kreuz II. Klasse und für Kulm das Kreuz I. Klasse; ferner kämpfte er auch in der Völkerschlacht bei Leipzig. Am 31. Mai 1814 erhielt er denn Roten Adlerorden II. Klasse mit Eichenlaub und am 29. April 1815 kam er als Brigadechef in das VI. Armeekorps. Für seine angegriffene Gesundheit erhielt Klüx ab dem 25. September 1815 Urlaub auf unbestimmte Zeit, in welchem er nach Schlesien ging. Er starb am 11. Juli 1816 in Teplitz.

### Familie
Klüx heiratete am 25. September 1805 in Glogau Johanna Auguste Vitzthum von Eckstedt (* 2. März 1787; † 19. Oktober 1852) aus dem Haus Ziebern. Das Paar hatte mehrere Kinder:
- Adelheid (* 3. April 1806; † 20. Juni 1806)
- Johanna Auguste Henriette Karoline Bertha (* 23. Oktober 1809; † 10. Juli 1896)
- Johanna Henriette Luise Friederike Natalie (* 10. Dezember 1812; † 25. März 1897) ⚭ 1838 Gustav von Hackewitz (1804–1873), Generalmajor

Nach dem Tod ihres Mannes heiratete die Witwe den Oberstleutnant Otto von Kuylenstierna.